# Diogo de Paiva de Andrade
Pour les articles homonymes, voir Paiva (homonymie) et Andrade.
Diogo de Paiva de Andrade (Coimbra, 26 juillet 1528 — Lisbonne, 1er décembre 1575) est un théologien portugais.

## Biographie
Diogo de Paiva de Andrade naquit en 1528, à Coimbra. Il était fils du grand trésorier du roi Jean. Son goût le porta d’abord vers les missions ; il avait même commencé à s’y livrer, lorsque le roi don Sébastien l’envoya au Concile de Trente, où il parut avec distinction. De retour en Portugal, il y mourut, en 1575.

## Œuvres
- Orthdoxarum Quæstionum libri decem, etc., contra Kemnitii petulantem audaciam, Venise, 1564, in-4°, édition rare, et plus correcte que celle de Cologne, in-8°, de la même année. Le premier livre, qui est une apologie des jésuites, fut imprimé l’année suivante, à Lyon.
- Defensio Trid. fidei libri sex, adversus hæreticor. detestabiles calumnias, Lisbonne, 1578, in-4°, rare et recherchée ; Cologne, 1580, in-8°. Le sixième livre, qui traite de la concupiscence et de la Immaculée Conception de la sainte Vierge, est le plus curieux, à cause de la diversité des nombreux sentiments que l’auteur y rapporte.
- De conciliorum Auctoritate. Cet ouvrage fut bien reçu à Rome, parce qu’Andrada y donne une grande extension à l’autorité du pape.
- Sept volumes de sermons, et quelques autres écrits. Andrada était un homme d’esprit et d’une grande application ; il a su éviter la sécheresse scolastique, par la vivacité et l’élégance de ses ouvrages. Ce qu’il dit dans les deux premiers en faveur des sages du paganisme, auxquels il attribue la foi qui fait vivre les justes, et, par conséquent, le salut, a été souvent cité par les apologistes de Zwingli, sur cet article. Leibniz ne manque pas non plus de s’en prévaloir.